# Тончи, Сальваторе
Сальвато́ре То́нчи (Никола́й Ива́нович То́нчи; 1756 — 1844) — художник, график, музыкант, поэт и певец итальянского происхождения, работавший в России.

## Биография
Родился в январе 1756 года в Риме. В молодости служил в Неаполитанской королевской гвардии. Занятия поэзией доставили ему известность на родине. В то же время Тончи занимался пением и изучал живопись. Член Римской академии де Форти (1792) и Болонской академии (1793).

Из Италии сначала приехал, в качестве певца, ко двору польского короля Станислава Понятовского, а в 1795 году, вместе с отрекшимся от престола королём, переехал в Петербург. С 1800 года работал в Москве, где в 1805 году женился на дочери князя Ивана Сергеевича Гагарина. Благодаря этому браку Тончи стал вхож в высшее общество, по словам Д. П. Рунича, он «стал светилом всех Московских клубов и другом Ф. Ростопчина, и всех князей и графов». С. П. Жихарев писал в своем дневнике:
У князя Гагарина встретил я знаменитого живописца Тончи. Он женат на старшей дочери князя. Сед, как лунь. Судя по виду, ему должно быть лет около 60, но по живости разговора нельзя дать ему и 40; он занимал всю беседу. Удивительный человек. Кажется, живописец, а стоит любого профессора: все знает, все видел, всему учился. Что за любезный человек и с каким многосложным образованием этот Тончи. Он страстно любит литературу и сам пишет стихи... Тончи теперь мало занимается живописью и пишет только портреты с родных жены своей.
Разорение Москвы в 1812 году и ужасная смерть на его глазах Верещагина, так сильно повлияли на Тончи, что он временно помутился рассудком, и, выехав во Владимир, пытался бритвой перерезать себе горло. Рана была неопасная, и он скоро выздоровел, а в память своего спасения, написал большую картину «Крещение Владимира» для собора.
В 1815 году поступил на службу в Кремлёвскую экспедицию, а затем в течение 25 лет был инспектором рисовальных классов Архитекторской школы в Москве. В 1831 году готовил издание своих трудов, которые остались в рукописи. Вышел в отставку коллежским советником в 1842 году, умер в декабре 1844 года.

## Семья
С 1806 года женат на княжне Наталье Ивановне Гагариной (1778—1832), их союз был мезальянсом и привёл семью князя Гагарина в отчаяние. Влюбленная княжна настояла на браке и «ничто на свете не смогло переменить её намерения». Она уехала с Тончи из Москвы и обвенчалась с ним. В браке имели двух дочерей:
- Мария Николаевна (1812—1898), после смерти родных поступила сперва в Московский Новодевичий монастырь, а в 1848 году в Федоровский монастырь в Переславле-Залесском, в котором и жила до своей смерти. Не принимая на себя монашества, она в звании послушницы вела монашескую жизнь.
- Софья Николаевна (1816—1825)

## Галерея
Исполнил ряд портретов (Г. Р. Державина, 1801, Павла I, Ф. В. Ростопчина и др.), картин на религиозные и исторические темы, литографий. Творчеству Тончи присущи черты реализма и романтической приподнятости, характерные для современного ему русского искусства. Рисовал и карикатуры, всегда меткие, но не злобные.

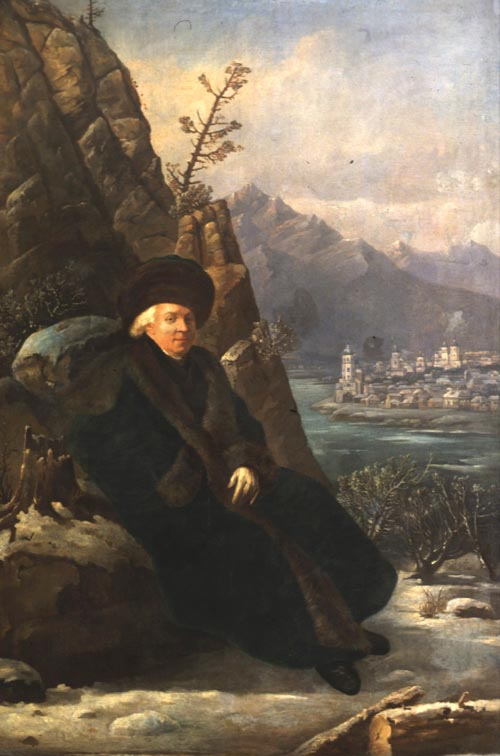
Г. Р. Державин
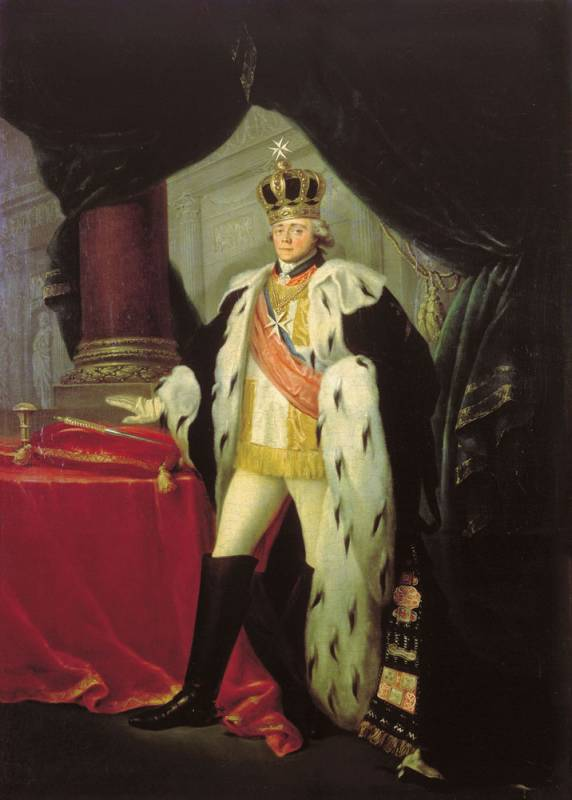
Император Павел I
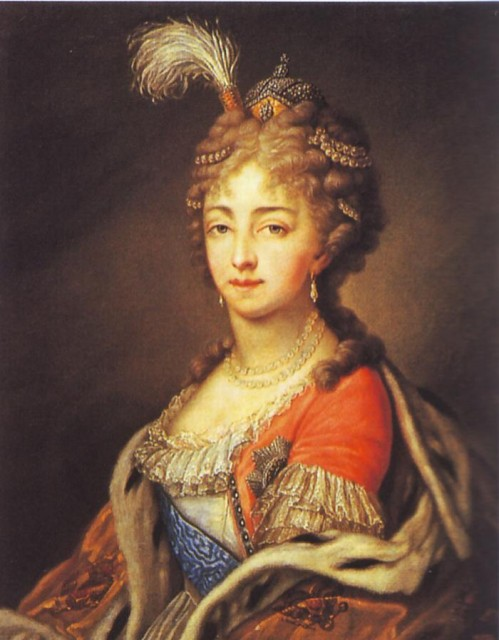
Императрица Елизавета Алексеевна
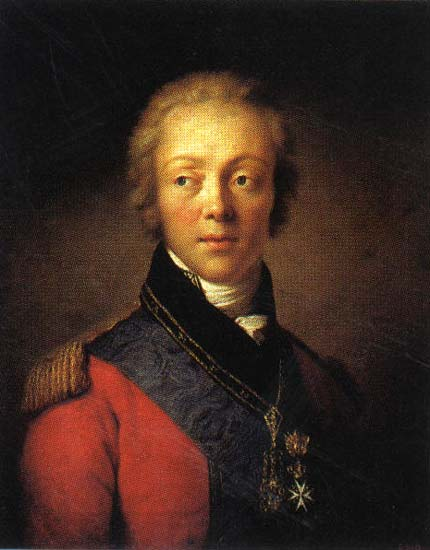
Ф. Ростопчин